# Phướn đất
Phướn đất (tên khoa học: Carpococcyx renauldi) là một loài chim trong họ Cuculidae.

## Hình ảnh

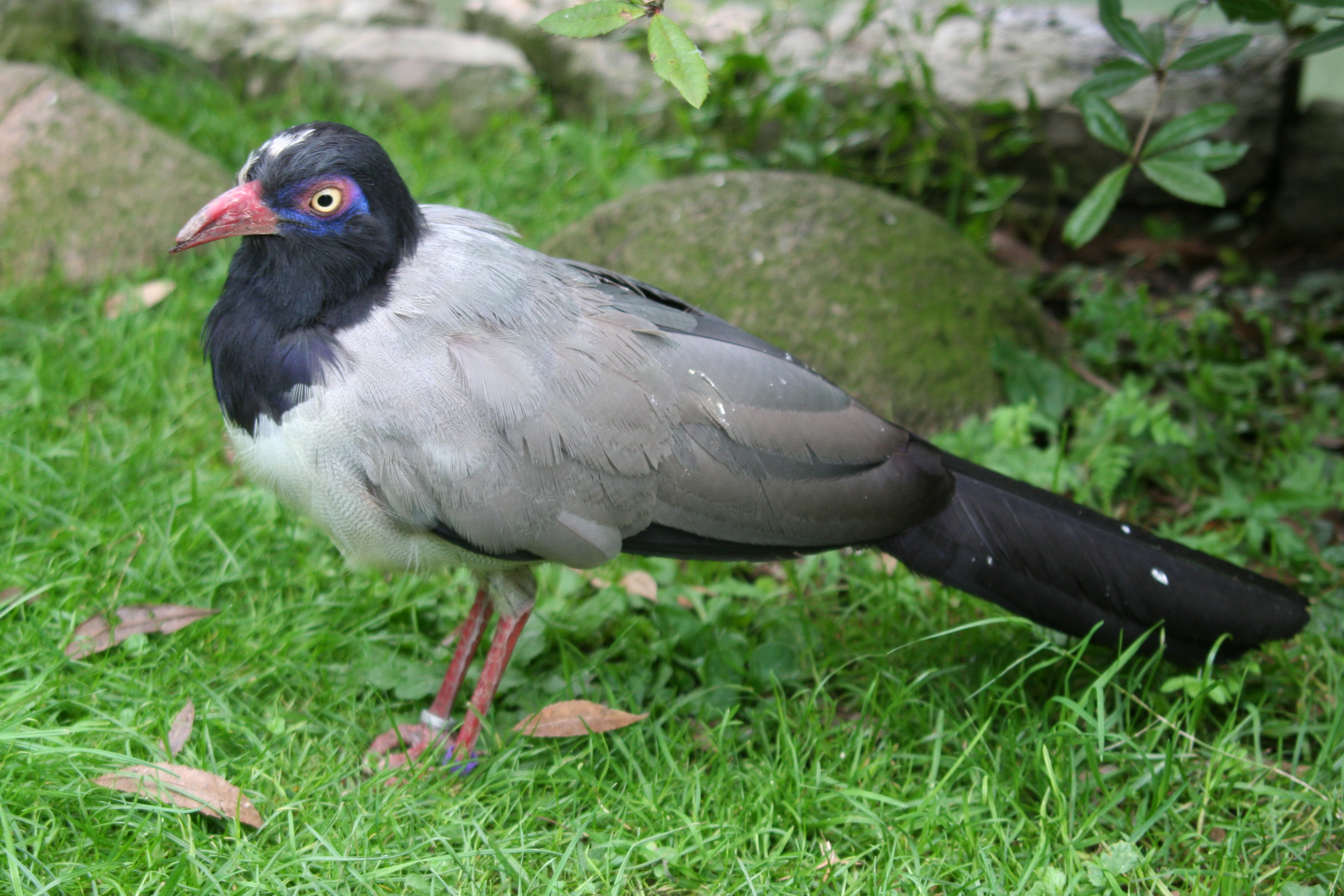
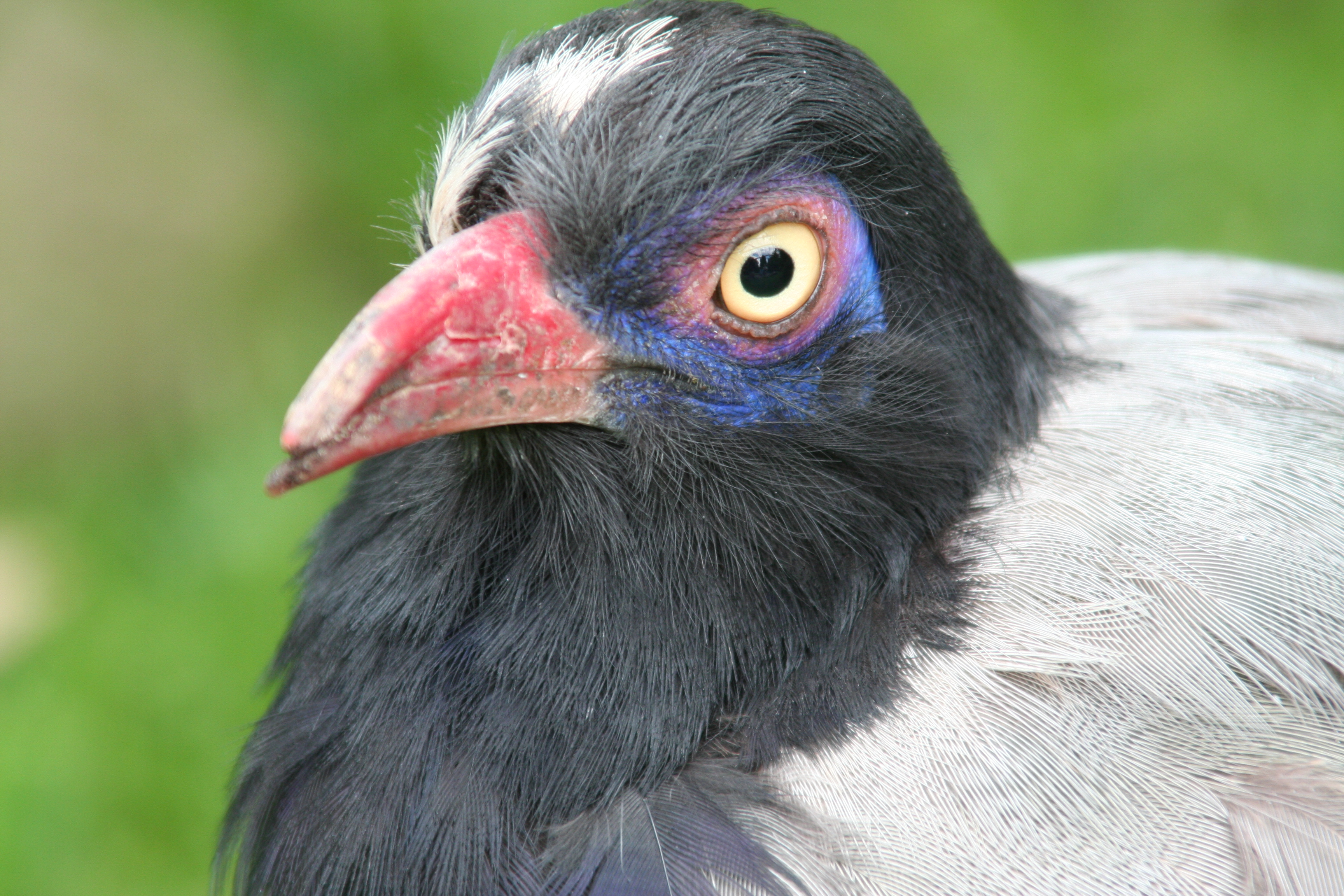